# Anna-Pia Åhslund
Anna Pia Åhslund, född 3 november 1950, är en svensk författare och kulturjournalist, bosatt i Särdal i Halland.
Efter utbildning på journalisthögskolan i Göteborg har Anna-Pia Åhslund arbetat med barn- och ungdomsprogram på SVT, varit  redaktör på deltid för Grupp 8:s Kvinnobulletinen och haft anställning som journalist på tidningarna Vi, Vår synpunkt och Ny Dag i Stockholm, samt Hallandsposten i Halmstad.  Sedan mitten av 1990-talet har hon arbetat som frilansare och publicerat texter om litteratur, teater och konst i olika dagstidningar. Sedan 2013 är hon ordförande i Hallands författarsällskap.
Tillsammans med maken, författaren Sten Jacobsson, har hon gett ut en antologi med författarröster från Halland. Hon har även skrivit en “promenadbok” med litterära utflykter i Halland och översatt ett antal böcker från engelska till svenska.